# زندگی با صدای بلند (ترانه)
«زندگی با صدای بلند» (به انگلیسی: Living Out Loud) ترانه‌ای از خوانندهٔ آمریکایی بروک کندی به‌همراهٔ خوانندهٔ استرالیایی سیا می‌باشد که در ۳ فوریهٔ سال ۲۰۱۷ منتشر گردید؛ و قرار بود تک‌آهنگ اصلی آلبوم استودیویی منتشر نشدهٔ کندی تحت عنوان مسئله با پدر باشد. نسخهٔ ریمیکس کی‌دی‌‎ای از این ترانه در ۱۶ دسامبر سال ۲۰۱۶ منتشر گردید. این در این حالیست که نسخهٔ اصلی ترانه در ۳ فوریهٔ سال ۲۰۱۷ برای دانلود و استریمینگ در دسترس قرار گرفته بود.